# Петрія Томас
Петрія Томас (англ. Petria Thomas, 25 серпня 1975) — австралійська плавчиня.
Олімпійська чемпіонка 2004 року, призерка 1996, 2000 років.
Чемпіонка світу з водних видів спорту 2001 року, призерка 1998 року.
Чемпіонка світу з плавання на короткій воді 2002 року, призерка 1993, 1999 років.
Переможниця Пантихоокеанського чемпіонату з плавання 2002 року, призерка 1993 року.
Переможниця Ігор Співдружності 1994, 1998, 2002 років.